# Injong (Joseon)
Injong (koreanisch: 인종) (* 10. März 1515 in Hanseong, Joseon; † 8. August 1545 ebenda) war während seiner Regierungszeit von 1544 bis 1545 der zwölfte König der Joseon-Dynastie (조선 왕조) (1392–1910) in Korea.

## Leben
Yi Ho (이호), wie König Injong zu seiner Geburt genannt wurde, war der erstgeborene Sohn von König Jungjong (중종) und Königin Janggyeong (장경), Jungjongs zweiter Frau. Als König Injong die Amtsgeschäfte im Dezember 1544 übernahm, versuchte er die Fehler seines Vaters zu korrigieren und stellte die Reputation des unter seines Vaters Herrschaft im Jahr 1519 hingerichteten Gelehrten und Reformers Jo Gwangjo (조광조) wieder her. Auch rehabilitierte er die Gelehrten der Sarim-Fraktion, die seinerzeit ihren Einfluss am Hofe verloren hatten.
Ständige Spannungen zwischen ihm und seiner Stiefmutter Königin Munjeong (문정), der dritten Frau seines Vaters, führten später unter den Gelehrten am Hofe zu dem Gerücht, dass sie ihren Stiefsohn König Injong vergiftet hätte.
Mit nur acht Monaten Amtszeit, gilt König Injong als der Herrscher mit der kürzesten Regentschaft während der Joseon-Dynastie. Ihm folgte sein Halbbruder König Myeongjong (명종).